# Matsusaka
Matsusaka (松阪市, Matsusaka-shi) est une ville située dans la préfecture de Mie, au Japon.

## Géographie

### Situation
Matsusaka est située dans le centre de la préfecture de Mie, au bord de la baie d'Ise, au Japon.

## Démographie
Au 15 août 2018, la population de Matsusaka était de 160 983 habitants, répartis sur une superficie de 623,58 km2.

## Topographie
Les monts Takami et Kunimi se trouvent en partie sur le territoire de Matsusaka.

## Histoire
Matsusaka s'est développée au cours de l'époque Sengoku. La ville moderne a été fondée officiellement le 1er février 1933. En 2005, les bourgs voisins de Mikumo, Ureshino, Iinan et Iitaka fusionnent avec Matsusaka.

## Transports
Matsusaka est desservie par les lignes ferroviaires des compagnies JR Central et Kintetsu. Les principales gares sont celles d'Ise-Nakagawa et Matsusaka.
La ville possède un port.

## Culture locale et patrimoine

### Patrimoine architectural
- Château de Matsusaka

### Gastronomie
Dans la région de Matsusaka est produite une viande de bœuf connue sous le nom de bœuf de Matsusaka.

## Personnalités liées à la municipalité
- Mitsui Takatoshi (1622-1624), fondateur du conglomérat Mitsui
- Motoori Norinaga (1730-1801), érudit
- Ikuzō Saitō (né en 1960), lutteur
- Norihisa Tamura (né en 1964), homme politique
- Keisuke Funatani (né en 1986), footballeur
- Aki Deguchi (née en 1988), chanteuse
- Kana Nishino (née en 1989), chanteuse